# Isaac Success
Isaac Success Ajayi, né le 7 janvier 1996 à Benin City, est un footballeur international
nigérian. Il évolue au poste d'attaquant à Al-Wasl FC.

## Biographie

### Formation
Success est formé dans le club nigérian du BJ Fondation. Il signe en 2013 avec le club italien de l'Udinese Calcio. Néanmoins, Success est prêté au Grenade CF la même année où il évolue pendant une saison avec l'équipe B. En 2014, il est intégré à l'effectif professionnel du club espagnol.

### Grenade CF
Le 31 août 2014, Success est titulaire pour son premier match professionnel en Liga contre Elche. Il trouve le chemin des filets le 7 décembre 2014 et permet à Grenade d'arracher le match nul 1-1 contre le Valence CF. Pour sa première saison, Success joue 23 matchs pour un but.
La saison 2015-2016 confirme les espoirs placés en Success. Le joueur, à l'instar de son coéquipier Youssef El-Arabi, est l'une des rares satisfaction du club qui lutte contre le maintien. Success devient un titulaire régulier et termine la saison avec six buts en trente matchs de championnat.

### Watford FC
Success rejoint le Watford FC durant l'été 2016. Le 1er octobre 2016, le Nigérian marque son premier but en Premier League contre Bournemouth. Malgré cela, l'expérience anglaise de Success s'avère difficile car le joueur est cantonné à un rôle de remplaçant.

### Prêt au Málaga CF
Le 31 janvier 2018, Success est prêté au Málaga CF.

### Après
Le 26 août 2021, il rejoint Udinese. En 2024, quelques semaines après la résiliation de son contrat avec le Club Italien, Isaac a été transféré à Al Wasl en Pro League des Émirats arabes unis.

### En équipe nationale
Success participe avec les sélections de jeunes du Nigeria à la Coupe du monde des moins de 17 ans 2013 organisée aux Émirats arabes unis puis à la Coupe du monde des moins de 20 ans 2015 qui se déroule en Nouvelle-Zélande. Il inscrit deux buts lors du mondial des moins de 17 ans et également deux buts lors du mondial des moins de 20 ans. Le Nigeria remporte le mondial des moins de 17 ans et atteint les huitièmes de finale du mondial des moins de 20 ans.
Le 23 mars 2017, Success honore sa première sélection avec l'équipe du Nigeria en rentrant en jeu au cours d'un match amical contre le Sénégal.

## Palmarès

### En club
- Watford
  - Vice-champion d'Angleterre de D2 en 2021.

### En sélection nationale
- Avec le Nigeria U17
  - Vainqueur de la Coupe du monde des moins de 17 ans en 2013